# École française de spiritualité

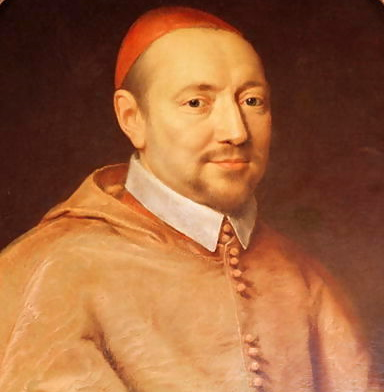
Pierre de Bérulle, Begründer der École française

Die École française de spiritualité (dt. etwa: Französische Schule der Askese (Spiritualität)) bezeichnet die katholische Schule bzw. Methode der Askese, die vom französischen Kardinal Pierre de Bérulle begründet wurde.
Der Begriff École française de spiritualité wurde durch Henri Bremond und sein Hauptwerk Histoire littéraire du sentiment religieux en France depuis la fin des guerres de religion jusqu’à nos jours geprägt.

## Spiritualität
Zentrum ihrer Spiritualität ist das Geheimnis der Menschwerdung Gottes (Inkarnation): Durch die Taufe wird der Mensch in Christus, den menschgewordenen Sohn Gottes, inkorporiert. Deshalb soll er Gott verherrlichen und nach den inneren Tugenden Christi leben sowie seine eigenen schlechten Neigungen bekämpfen.

## Bedeutung und Ausdehnung
Die École française de spiritualité wurde äußerst einflussreich. Zu ihr gehörte das von Kardinal Pierre de Bérulle in Paris am 11. November 1611 nach italienischem Vorbild (heiliger Philipp Neri) gegründete Oratoire de Jésus-Christ, das sich über ganz Frankreich und danach in den Niederlanden, Savoyen und Polen ausbreitete.
Wichtige Vertreter der École française waren Charles de Condren, Pierre de Bérulles Nachfolger als Generalsuperior, sowie der heilige Vinzenz von Paul, Jean-Jacques Olier, der heilige Jean Eudes, die Jünger Bérulles waren, und der heilige Louis-Marie Grignion de Montfort. Jean-Jacques Oliers Gründung, das Priesterseminar Saint Sulpice, in Paris im Jahr 1642, wurde zum Zentrum der École française und sicherte ihr einen großen Einfluss mindestens bis in das 19. Jahrhundert. Jean Baptiste de La Salle war Seminarist in Saint Sulpice und prägte seine eigene Gründung, die Brüder der christlichen Schulen, mit dem Geist der École française.

## Wichtigste Werke

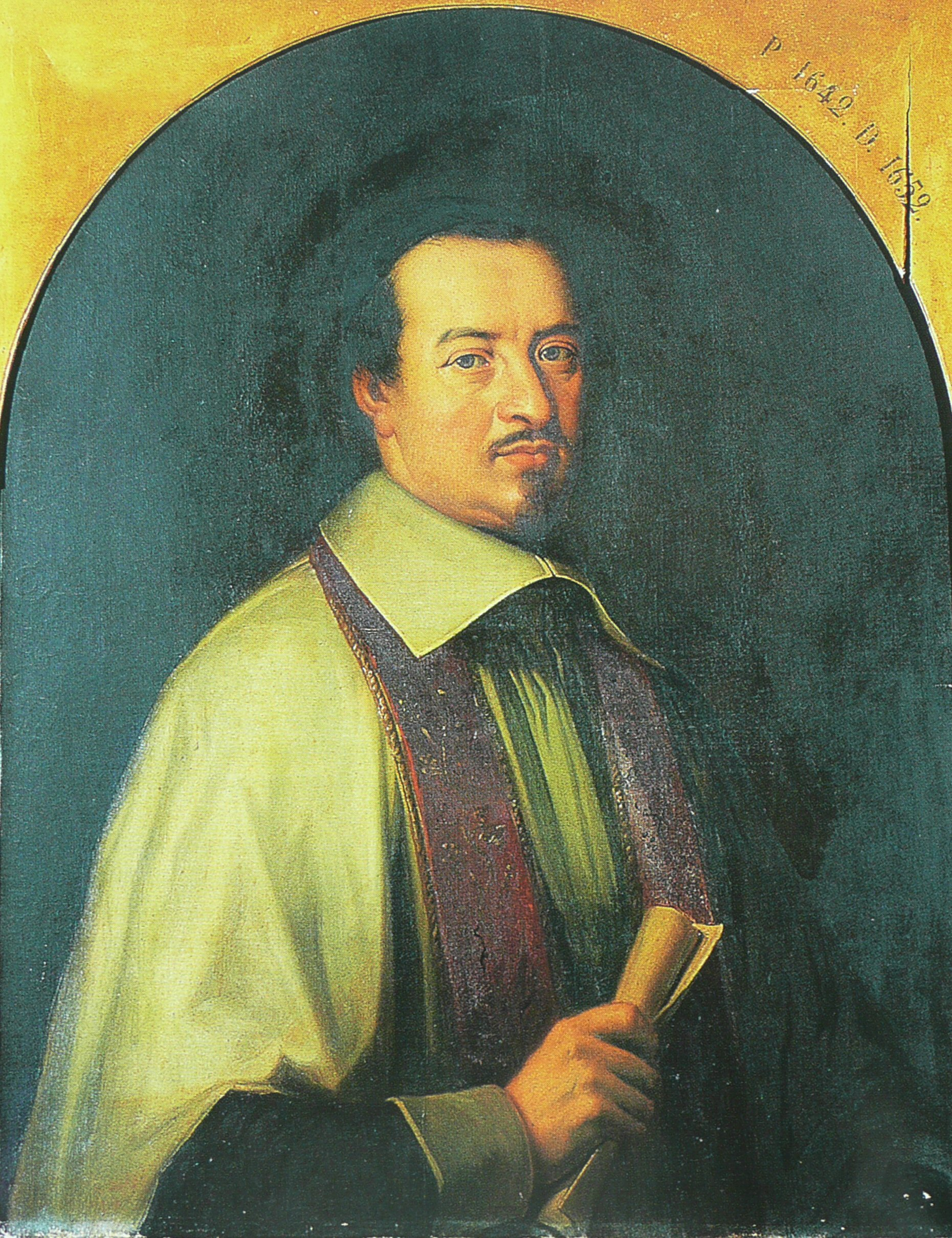
Jean-Jacques Olier, Gründer des Priesterseminars von St. Sulpice

- Pierre de Bérulle: Discours de l’état et des grandeurs de Jésus. Paris 1623
- Charles de Condren: L’Idée du sacerdoce et du sacrifice de Jésus-Christ
- P. François Bourgoing: Vérités et excellences de Jésus-Christ
- Vinzenz von Paul: Correspondance, Entretiens, Documents
- Jean-Jacques Olier: Le Catéchisme chrétien pour la vie intérieure. Paris 1650 und 1656; Introduction à la vie et aux vertus chrétiennes. Paris 1657; La journée chrétienne. Paris 1655; Le Traité des saints ordres. Paris 1676; Pietas Seminarii S. Sulpitii
- Jean Eudes: La vie et le Royaume de Jésus dans  des âmes chrétiennes, 1637; Le contrat de l’homme avec Dieu par le saint baptême; Le Cœur admirable de la très Sainte Mère de Dieu, 1680
- Louis-Marie Grignion de Montfort: Traité de la vraie dévotion à la Vierge; Le secret de Marie
- Jean Baptiste de La Salle: Les Règles et Constitutions; Méditations pour les dimanches et fêtes; Méditations pour le temps de la retraite; L’Explication de la méthode d’oraison; Recueil de petits traités à l’usage des Frères

Weitere wichtige Vertreter mit Werken sind unter anderem A. de Bretonvilliers, Ch. de Lantages, J. de la Chétardye, J. Gautier, François Libermann und Adolphe Tanquerey.